# كولن غريغ
كولن غريغ (بالإنجليزية: Colin Gregg)‏ هو مخرج بريطاني، ولد في 10 يناير 1947 في شلتنهام في المملكة المتحدة.

## وصلات خارجية
- كولن غريغ على موقع IMDb (الإنجليزية)
- كولن غريغ على موقع ألو سيني (الفرنسية)
- كولن غريغ على موقع أول موفي (الإنجليزية)
- كولن غريغ على موقع قاعدة بيانات الأفلام السويدية (السويدية)
- كولن غريغ على موقع قاعدة بيانات الفيلم (الإنجليزية)
- كولن غريغ على موقع كينوبويسك (الروسية)